# 香港街馬
香港街馬（英語：Hong Kong Streetathon），由社會企業「全城街馬」主辦，於2014年首辦，為「全城街馬」每年一度的旗艦賽事。
前稱香港街馬@九龍（簡稱：東九街馬）。賽事由2014年至2017年由AXA安盛保險冠名贊助，原稱AXA安盛香港街馬@九龍東，2018年賽事冠名贊助改為中國人壽（海外），鑑於賽道覆蓋擴展至土瓜灣及紅磡，賽事名稱亦改為中國人壽（海外）香港街馬@九龍。2019年起由黃道益活絡油冠名贊助。2021年至2022年因疫情停辦。由2023年復辦開始，賽事由嘉里建設冠名贊助，賽事全稱「嘉里香港街馬」。
由2017年賽事起，香港街馬@九龍以總參加人數計，已取代聯合國兒童基金會慈善跑，成為香港第二最大型的長跑賽事（僅次於渣打香港馬拉松）。

## 歷年賽事
2016年的賽事於4月10日舉行，是屆賽事亦為香港特區政府於2015年12月至2016年4月期間舉行的「欣賞香港」運動的節目之一。但受到天氣影響(黃色暴雨警告及雷暴警告)，跑經觀塘繞道之半馬拉松組別在10:30結束，十公里組別不受影響。
2017年的賽事於1月8日舉行，除10公里及半馬拉松賽事外，更首次推出賽程介乎全程馬拉松及半程馬拉松之間的32.195公里賽事，為香港長跑賽事中首創。10公里賽事的起步點亦移師至觀塘海濱公園，三項賽程均以啟德郵輪碼頭為終點。三項賽程各有4,750個公開名額及250個慈善名額，總參加人數為15,000人。是年賽事以「九龍街跑皇帝」作主題向曾灶財致敬，宣傳品及跑手T恤亦有仿曾灶財字跡的「塗鴉」設計。
2018年的賽事於2月25日舉行，是年賽事只設10公里及半馬拉松賽事，兩項賽程各有10,000名額（其中10公里賽的1,000個名額預留予少年參加，稱為「街跑少年盃」），總參加人數為20,000人。是年賽事以｢玩•食跑｣為主題，搜羅大量本地及中西特色美食，沿途登場，更與日本「東北風土馬拉松」合作成為姊妹活動。
2020年賽事於1月12日舉行，主題為｢十卜跑友｣ (按:"十卜"與英文"Support"發音近似), 復辦32.195公里賽事首次在港島出發(東區走廊(東行)橋面近維多利中心)，途經東區海底隧道北行管道，以九龍土瓜灣體育館/遊樂場為終點。東區海底隧道比賽路段亦自1989年公益金「百萬行」之後開放徒步使用，亦是首次有長跑賽事使用該段道路。
2023年賽事於12月17日舉行，由嘉里建设冠名赞助，復辦半程馬拉松及首次舉辦全程馬拉松，當中全程馬拉松首次途經中環及灣仔繞道。10公里賽事起點移師至將軍澳將藍公路近日出康城，並途經將軍澳—藍田隧道，是將藍公路通車以來首次有長跑賽事使用該段道路。
2025年賽事於11月23日舉行，半馬拉松及全程馬拉松將首次取道中九龍繞道（油麻地段隧道）並於油麻地交匯處作為終點。

## 賽制
| 年份 | 舉行日期       | 賽制                         | 參考  |
| ---- | -------------- | ---------------------------- | ----- |
| 2014 | 2014年3月23日  | 10公里賽事                   |       |
| 2015 | 2015年2月8日   | 10公里、半馬拉松             |       |
| 2016 | 2016年4月10日  | 10公里、半馬拉松             |       |
| 2017 | 2017年1月8日   | 10公里、半馬拉松、32.195公里 |       |
| 2018 | 2018年2月25日  | 10公里、半馬拉松             |       |
| 2019 | 2019年1月13日  | 8公里、半馬拉松              |       |
| 2020 | 2020年1月12日  | 10公里、32.195公里           |       |
| 2023 | 2023年12月17日 | 10公里、半馬拉松、馬拉松     | [ 1 ] |
| 2024 | 2024年12月8日  | 10公里、半馬拉松、馬拉松     | [ 2 ] |
| 2025 | 2025年11月23日 | 10公里、半馬拉松、馬拉松     | [ 3 ] |

## 比賽路線

### 2017年
- 32.195公里：啟德郵輪碼頭→承豐道→啟德橋→承昌道→祥業街→啟興道→海濱道（近勵業街折返）→宏照道→觀塘繞道（北行）（近麗晶花園折返）→觀塘繞道（東行）（近麗港城折返）→觀塘繞道（西行）→宏照道→常怡道→宏開道→偉業街→啟福道→啟祥道天橋→啟德隧道（西行）→新山道（近土瓜灣道折返）→東九龍走廊（西行）（近佛光街折返）→啟福道→啟福道天橋（近牛頭角站折返）→偉業街→九龍灣運動場→啟禮道→啟祥道→偉業街→啟興道→祥業街→承昌道→啟德橋→承豐道→啟德郵輪碼頭（終點）

- 半馬拉松：啟德郵輪碼頭→承豐道→啟德橋→承昌道→祥業街→啟興道→海濱道（近勵業街折返）→宏照道→觀塘繞道（北行）（近麗晶花園折返）→觀塘繞道（東行）（近麗港城折返）→觀塘繞道（西行）→宏照道→常怡道→宏開道→偉業街→啟福道→啟祥道天橋→偉業街→九龍灣運動場→啟禮道→啟祥道→偉業街→啟興道→祥業街→承昌道→啟德橋→承豐道→啟德郵輪碼頭（終點）

- 10公里：觀塘海濱公園→海濱道→偉業街→啟福道（近九龍灣國際展貿中心折返）→啟福道→啟福道天橋（近牛頭角站折返）→偉業街→九龍灣運動場→啟禮道→啟祥道→偉業街→啟興道→祥業街→承昌道→啟德橋→承豐道→啟德郵輪碼頭（終點）

### 2018年
- 半馬拉松：觀塘繞道(近麗晶花園) > 觀塘繞道（東行，近麗港城折返）> 觀塘繞道（西行）> 宏照道 > 常怡道 > 宏開道 > 海濱道 > 祥業街 > 臨澤街 > 啟興道 > 海濱道（東行）> 基業街 > 偉業街 > 駿業街 > 海濱道（西行）> 順業街 > 偉業街 > 啟福道 > 啟德隧道（西行） > 東九龍走廊（南行，近佛光街天橋折返）> 東九龍走廊（北行）> 新山道 > 啟德隧道（東行） > 啟祥道天橋（折返） > 啟福道 > 近油站轉入未命名道 > 啟德橋 > 啟德郵輪碼頭（終點）

- 10公里：觀塘繞道（東行近觀塘碼頭）> 宏照道 > 常怡道 > 宏開道 > 海濱道（東行，近駿業街折返）> 海濱道（西行） > 偉業街（北行） > 啟祥道 > 宏照道 > 啟禮道 > 啟業邨行人通道 > 偉業街（南行 > 啟福道 > 近油站轉入未命名道 > 啟德橋 > 啟德郵輪碼頭（終點）

### 2019年
鑒於去年在彩虹及麗晶花園居民投訴受活動噪音困擾，半馬拉松起步點改為觀塘碼頭附近。

### 2020年
- 32.195公里：東區走廊(東行)橋面(近維多利中心) > 土瓜灣體育館/遊樂場 （終點）
- 10公里：觀塘繞道（東行近觀塘碼頭）> 海濱道 (近發現號01場)（終點）

### 2023年
- 10公里：將藍公路近日出康城 > 將軍澳跨灣大橋 > 將軍澳—藍田隧道 > 藍田交匯處 > 茶果嶺道 > 觀塘繞道 > 宏照道 > 常怡道 > 祥業街 > 海濱道（終點）
- 半馬拉松：東區走廊（東行近東岸公園） > 東區海底隧道 > 藍田交匯處 > 茶果嶺道 > 偉發道（近翠屏河花園折返） > 觀塘繞道 > 宏照道 > 常怡道 > 祥業街 > 海濱道 > 順業街 > 偉業街 > 啟福道 > 啟德隧道（西行） > 東九龍走廊（南行，近佛光街天橋折返）> 東九龍走廊（北行）> 新山道（終點）
- 馬拉松：東區走廊（近東岸公園）> 中環及灣仔繞道（西行） > 龍和道（西行） > 耀星街（近民耀街折返） > 龍和道（東行） > 博覽道（折返） > 中環及灣仔繞道（東行） > 東區走廊（東行，至阿公岩村道折返） > 東區走廊（西行） > 東區海底隧道 > 藍田交匯處 > 茶果嶺道 > 觀塘繞道（南行落橋支路，折返）> 偉發道（近翠屏河花園折返） > 觀塘繞道（西行，近麗晶花園折返） > 觀塘繞道（東行） > 宏照道 > 常怡道 > 祥業街 > 海濱道（近駿業街折返） > 祥業街 > 偉業街 > 啟祥道 > 宏照道 > 啟樂街 > 啟業道 > 啟泰里 > 偉業街天橋底 > 偉業街 > 啟福道 > 啟德隧道（西行） > 東九龍走廊（南行，近佛光街天橋折返）> 東九龍走廊（北行）> 新山道（終點）

### 2024年
- 10公里：改以將藍公路近唐賢街為起點，途經半段將軍澳跨灣大橋後折返
- 半馬拉松：與2023年相同
- 馬拉松：藍田交匯處後改經將藍公路來回，不再途經偉業街至啟業邨一帶

## 比賽日特別交通安排

### 2017-2019年
觀塘繞道（東行）近九龍灣商貿區、啟德隧道（西行）及 東九龍走廊（西行）封閉

### 2020年
由於賽道使用東區走廊東行橋面, 所有途經該路段巴士路線需要改行英皇道及筲箕灣道。東區海底隧道南行管道採用單管雙程行車,往九龍方向只可從西灣河駛入管道,而港島出口只可以西行往北角方向行駛。

## 外部連結
- AXA安盛香港街馬@九龍東2016官方網頁